# Макаров, Николай Яковлевич
Никола́й Я́ковлевич Мака́ров (6 (18) апреля 1826, Малая Девица, Полтавская губерния — 13 (25) января 1892, Санкт-Петербург) — русский писатель, владелец крепостной крестьянки Лукерьи Полусмаковой, невесты Тараса Шевченко.

## Биография
Служил в Олонецкой губернии с сосланными кирилло-мефодиевцем В. М. Белозерским и петрашевцем А. П. Баласогло.
Губернатор Писарев написал в Санкт-Петербург о неблагонамеренности Макарова, который ночью бежал из Петрозаводска и, благополучно избегнув погони, явился в Санкт-Петербург к своему родственнику, члену Государственного совета А. В. Кочубею. Последний поручился за Макарова перед Дубельтом, и дело о Макарове Н. Я. было приостановлено.
Позже служил в разных ведомствах и в конце жизни был членом совета министра финансов.
В 1852—1853 годах участвовал в «Иностранном обозрении», «Современнике», затем компилировал и переводил для «Вестника Русского географического общества» и написал «Несколько слов о Ник. Андр. Марковиче» («Основа», 1856, № 5).